# Dict.cc
dict.cc — безкоштовний електронний словник. Для офлайн-використання словники можна завантажувати як текстові файли і використовувати в різних програмах для Windows, Apple iOS, Android та Palm OS. Фірма dict.cc GmbH знаходиться в столиці Австрії Відні.

## Історія
Вебсайт був розміщений у мережі в 2002 австрійським розробником Паулем Геметсбергером (нім. Paul Hemetsberger * 1977). Його візією є через кілька років надавати словники сотнями мов.
На початку лютого 2005 Пауль Геметсбергер виклав пропозицію завантаження списків слів під умовами вільної ліцензії GPL. Пізніше він опублікував пропозицію заново, але вже під  пропрієтарною ліцензією, яка не надавала користувачам такі ж свободи. І при цьому залишив у списках слова створені під умовами вільної ліцензії.

## Принцип роботи
Як і лідер ринку онлайн словників, LEO, dict.cc пропонує користувачам можливість самим пропонувати поняття для внесення. Ці нові внески перевіряються на відміну від LEO не редакцією, а через багаторівневу систему валідації самими користувачами. Таким чином кожен може допомогти покращити лексичне наповнення.
Сайт працює за принципом подібним до вікіпедії, але з деякими відмінностями. Якщо переклад слова не знайдено, словник пропонує посилання на пошук Google, Вікіпедію, Вікісловник, для української - онлайн словник від університету Лейпцига і т. ін. а також форму для внесення відсутнього перекладу, де можна додати обидві мовні версії, частину мови і галузь слова (наприклад аби розрізняти корінь в математиці і корінь в ботаніці).
Свіжододані слова будуть позначатись міткою "unverified", аж поки версія перекладу не набере 10 голосів. Голосом є по суті збереження версії слова від рецензента, і якщо версія рецензента містить зміни (наприклад виправлення одруківки, то вона вважається голосом проти). Голос також може містити коментар з додатковими аргументами чи джерелами. Читачам все одно показується початкова неперевірена версія, але автор може переглядати всі голоси і оновлювати свою версію враховуючи зауваження.
Анонімні користувачі мають один голос, свіжозареєстровані зареєстровані - два, а далі кількість голосів у користувача (Voting Power) може зростати до 5 залежно від кількості голосів які він віддав і їх якості (Voting Accuracy Level, залежить від відсотків голосів які збігаються з фінальним перевіреним варіантом)
Часом, як і у вікіпедії, думки розділяються. Наприклад існують різні версії і аргументи з якої букви українською писати слово "Gott"

## Мови
Найбільше слів має німецько-англійський словник, який існує від заснування сайту. З листопада 2009 є можливість додавати слова іншими мовами з перекладом німецькою та англійською. Станом на травень 2024 є словники такими мовами за словниковим запасом в спадному порядку: шведська, ісландська, російська, румунська, французька, італійська, словацька, голландська, португальська, фінська, латина, іспанська, угорська, норвезька, болгарська, хорватська, чеська, датська, турецька, польська, есперанто, сербська, албанська, грецька, боснійська і українська.
Зацікавлення користувачів у включенні додаткових мов записуються у список побажань, де кожен може записатись з адресою електронної пошти як потенційні учасники проєкту чи просто зацікавлені користувачі.

### Українська
14 травня 2024 була додана бета-версія підтримки української мови і почато створення українсько-німецького словника. Це була перша нова мовна пара на dict.cc з 2010, яка станом на листопад 2024, зросла до 23 тис пар слів.
В лютому 2025 українсько-німецький словник перетнув межу в 30000 слів і вийшов з бета версії, та було відкрито англійсько-українську версію.

### Ісландська
Цікавим є той факт що ісландська версія за повнотою поступається лише англійській і шведській, хоча ісландська мова, хоча й використовується лише в Ісландії, має малу кількість мовців (трохи більше за 300 тис), і там живе лише кілька тисяч німців. Більшість роботи над словником здійсьнюють лише кілька людей з німецько-ісландської мережі, громадської організації культурного обміну між Німеччиною та Ісландією. Після кожних 10 тисяч слів спільнота на острові збирається разом на вечірку.

## Дані
Німецько-англійський словник з понад 1 276 000 перекладів (станом на травень 2024) більш більший за LEO. А решта словників містять загалом понад 2 мільйони верифікованих перекладів. Додатково є понад 1,3 мільйонів словозмін.
До вебсайту також входить форум з понад 36 530 учасниками і понад 770 000 постами. Сайт запущено на 11 паралельних серверах, щоб мати змогу достатньо швидко обробляти понад 5 мільйонів переглядів сторінок на день (станом на 2024).

## Аудіо
До кожного слова можна прослухати запис вимови за допомогою синтезу мовлення. З червня 2024 функцію мовлення увімкнено також для української мови.
Крім того, користувачі мають можливість, додати до кожного запису своє озвучення. Система перевірки аналогічна системі з додаванням слів. Сайт містить понад 1 361 000 перевірених записів вимови від носіїв (станом на 2021).

## Тренування зі словником
Аби покращити знання мови, пропонується також тренажер словника, в який можна додавати вибрані слова. Кожен користувач може опублікувати свої списки слів, таким чином створюючи великий вибір тестів.